# Feardorcha
Cette page présente le prénom Feardorcha ainsi que ses variantes.
Feardorcha est un prénom masculin irlandais.

## Personnalités portant ce prénom
- Feardorcha Ó Cellaigh (en) (c. 1584-c. 1611), dernier roi du Uí Maine (Irlande)
- Feardorcha Ó Conaill (en) (1876-1929), auteur et traducteur irlandais
- Feardorcha Ó Mealláin (en) (XVIIe siècle), poète irlandais
- Feardorcha O'Farrelly (en) (XVIIIe siècle), poète irlandais
- Pour l'ensemble des articles sur les personnes portant ce prénom, consulter :
  - la liste des articles dont le titre commence par ce prénom
  - les listes produites par Wikidata : Liste des personnes de prénom « Feardorcha » — même liste en incluant les éventuels prénoms composés qui contiennent « Feardorcha ».